# Casa Matusita
La Casa Matusita es un inmueble ubicado en el cruce de las avenidas Garcilaso de la Vega y España en el centro de Lima, Perú. Es conocida por la creencia popular de ser un lugar donde existe actividad paranormal.

## Historia

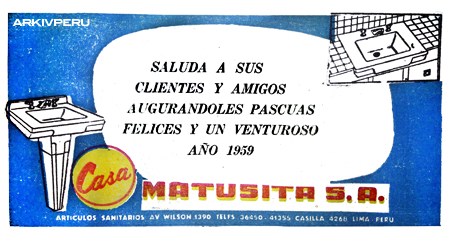
Promocional de la ferretería en el año nuevo de 1959.

No existe una fecha exacta de construcción de la casa. En 1862 se inauguró frente a la casa la Penitenciaría de Lima. Se afirma que la cárcel y sus alrededores sirvieron en aquellos tiempos como centros de interrogatorio para reos comunes y militares, especialmente en tiempos de la Guerra del Pacífico.
Su nombre proviene de una empresa de productos de ferretería que alquiló el primer piso del edificio como almacén desde la década de 1950 hasta 2005.
En 2016, el segundo piso fue demolido debido a la declaración de estado ruinoso que dictaminó la Municipalidad de Lima. El dueño, Ladislao Thierry Tiry, llegó a un acuerdo con el banco que alquilaba el primer nivel para remodelar este piso, y reconstruir el segundo con material aligerado.

### Leyendas urbanas
Las leyendas asociadas con el edificio son variados, desde su origen hasta sucesos paranormales que allí supuestamente ocurrieron.
A finales de los años 70, el argentino Humberto Vílchez Vera, conductor del programa de televisión Los fantasmas se divierten, apostó a que era capaz de permanecer siete días en el segundo piso del edificio. Al parecer Vílchez abandonó el lugar a las dos horas y tuvo que ser ingresado a un manicomio, durante un año, tras lo cual desapareció. Años más tarde, en su libro El cazador de fantasmas, el conductor desmintió la leyenda urbana, diciendo que nunca sucedieron tales hechos, y lo único que buscaba era subir la audiencia de su espacio televisivo.

### Teorías de la conspiración
Existe una teoría de la conspiración que señala que el origen de las leyendas urbanas de fantasmas en el inmueble fueron creadas y difundidas por la CIA, ya que, en los años 40, cerca al edificio se encontraba la embajada estadounidense, utilizando la casa como lugar de reunión.

## En la ficción
La leyenda de la Casa Matusita fue llevada al cine en la película 
Secreto Matusita.